# Diego Dabove
Diego Omar Dabove (ur. 18 stycznia 1973 w Banfield) – argentyński piłkarz występujący na pozycji bramkarza, trener piłkarski, od 2025 roku prowadzi Tigre.